# سارا لولور
سارا لولور (بالإنجليزية: Sara Lawlor)‏ (11 نوفمبر 1987 بدبلن في جمهورية أيرلندا - ) هي لاعبة كرة قدم أيرلندية في مركز الهجوم. شاركت مع منتخب جمهورية أيرلندا لكرة القدم للسيدات. أما مع النوادي، فقد لعبت مع Peamount United F.C. ‏.

## وصلات خارجية
- سارا لولور على موقع الاتحاد الأوربي (الإنجليزية)
- سارا لولور على موقع قاعدة بيانات كرة القدم.إي يو (الإنجليزية)